# 군법무관
군법무관(軍法務官, 영어: Judge Advocate)은 대한민국 국군에서 법률에 관한 사무에 종사하는 장교를 의미한다.

## 개념
군법무관 임용 등에 관한 법률(이하 '군법무관법') 제2조에 따르면 군법무관이란 육군·해군·공군의 법무과(法務科) 장교를 의미한다.

### 임용 자격
군법무관법 제3조에 따른 임용자격은 다음 각 호와 같다.
1. 군법무관 임용시험에 합격하여 사법연수원의 정하여진 과정을 마친 사람
2. 판사, 검사 또는 변호사 자격이 있는 사람
3. 사법시험에 합격하여 사법연수원의 정하여진 과정을 마친 사람

위와 같은 법률상 임용자격에 따라 군법무관임용시험, 사법시험에 합격하여 사법연수원을 수료했거나, 법학전문대학원 졸업 후 변호사시험에 합격하여 대한민국의 변호사 자격을 취득한 사람 군법무관이 될 수 있다. 해외의 변호사 자격을 취득한 사람은 '법무행정장교'라는 행정장교의 한 분야로 임용되어 활동할 수 있다.
변호사 자격을 취득한 사람 중 병역의무를 군인으로서 다하기 위해 입대하여 3년간 복무하는 경우를 '단기군법무관'이라 부르고, 병역의무와 무관하게 직업으로서 복무하는 경우를 '장기군법무관'이라고 부른다. 한편으로 '공익법무관(公益法務官, 영어: Public-service Advocate)'이라는 지위가 있으나 이는 변호사의 자격을 지닌 사람이 병역의무를 보충역으로 다하기 위해 3년간 복무하는 과정으로서, 군인사법에 따른 군인이 아닌 국가공무원법에 따른 일반임기제 국가공무원에 해당한다.
2020년대에 들어 법학전문대학원 체제 하에서 병역의무를 마친 상태로 변호사 자격을 취득한 사람이 크게 늘어나다보니, 단기군법무관 및 공익법무관 지원이 급감하면서 법무관 인력수급에 어려움이 발생하는 것으로 알려져 있다. 이처럼 단기군법무관 지원자가 부족한 경우, 공익법무관으로 입대가 예정된 법무사관후보생 중 일부를 법무장교의 선발에 관한 규칙 제5조 제3항에 따라 공개추첨하여 군법무관으로 선발하게 된다.

### 대우
군법무관법 제6조에 따라 군법무관은 법관 및 검사의 예에 따라 보수를 받도록 되어 있다. 다만 실제로는 보수나 수당 체계가 완전히 법관 및 검사와 동일하지는 않으며, 군인계급에 따라 수당을 받고 있는 것으로 알려져 있다. 

### 주요임무
- 군판사(軍判事,  Military Judges) : 2021년 개정 군사법원법 제23조에 따라 군판사인사위원회의 심의를 거치고 군사법원운영위원회의 동의를 받아 국방부장관이 임명한다. 전원 대한민국 국방부 소속이다.
- 군검사(軍檢事, Military Prosecutors) : 군사법원법 제41조에 따라 각 군 참모총장이 소속 군법무관 중에서 임명한다. 다만, 국방부검찰단의 군검사는 국방부장관이 소속 군법무관 중에서 임명한다.
- 국선변호장교
- 징계장교
- 국가송무장교
- 사단.군단의 법무참모

### 임용시 계급
- 단기군법무관(중위) : 단기군법무관은 병역의무를 다하기 위해 3년간 복무하는 사람으로, 전역시 계급은 대위가 된다.
- 장기군법무관(대위) : 장기군법무관은 군법무관을 직업으로 삼기 위하여 복무하는 사람이다. 10년 복무를 기본으로 하고, 임관 후 5년차에 전역을 할 수 있다.

## 주요 직위
- 국방부 법무관리관(고위공무원단) : 주로 전문임기제 나급으로 임용된다. 과거에는 주로 육군 법무실장(준장)이 고등군사법원장(준장)을 역임 후 국방부 법무관리관(소장)으로 진급과 동시에 임명되었다. 그러나 장성급 인력 감축 정책에 따라 법무관리관은 고위공무원단 공무원으로 바뀌게 된다. 이후 민간에서 변호사로 활동하는 사람(주로 군법무관 출신)이 다수 법무관리관으로 임용되게 되었다. 실제 육해공군 법무관에 대한 인사권한, 조직관리 권한등은 없고 국방부장관의 법률보좌업무를 중심으로 한다.
- 육군법무실장(준장)
- 해군법무실장(대령)
- 공군법무실장(대령)

## 출신 인물
군법무관 임용시험 한정, 기수 별로 나열하였다.
- 김용균(1기)
- 임종인(4기)
- 전원책(4기)
- 민홍철(6기)
- 최강욱(11기)
- 박지훈(15기)
- 이형섭(19기)

## 같이 보기
- 대한민국 군사법원
- 공익법무관